# Liste der Fornminnen in Gammalstorp

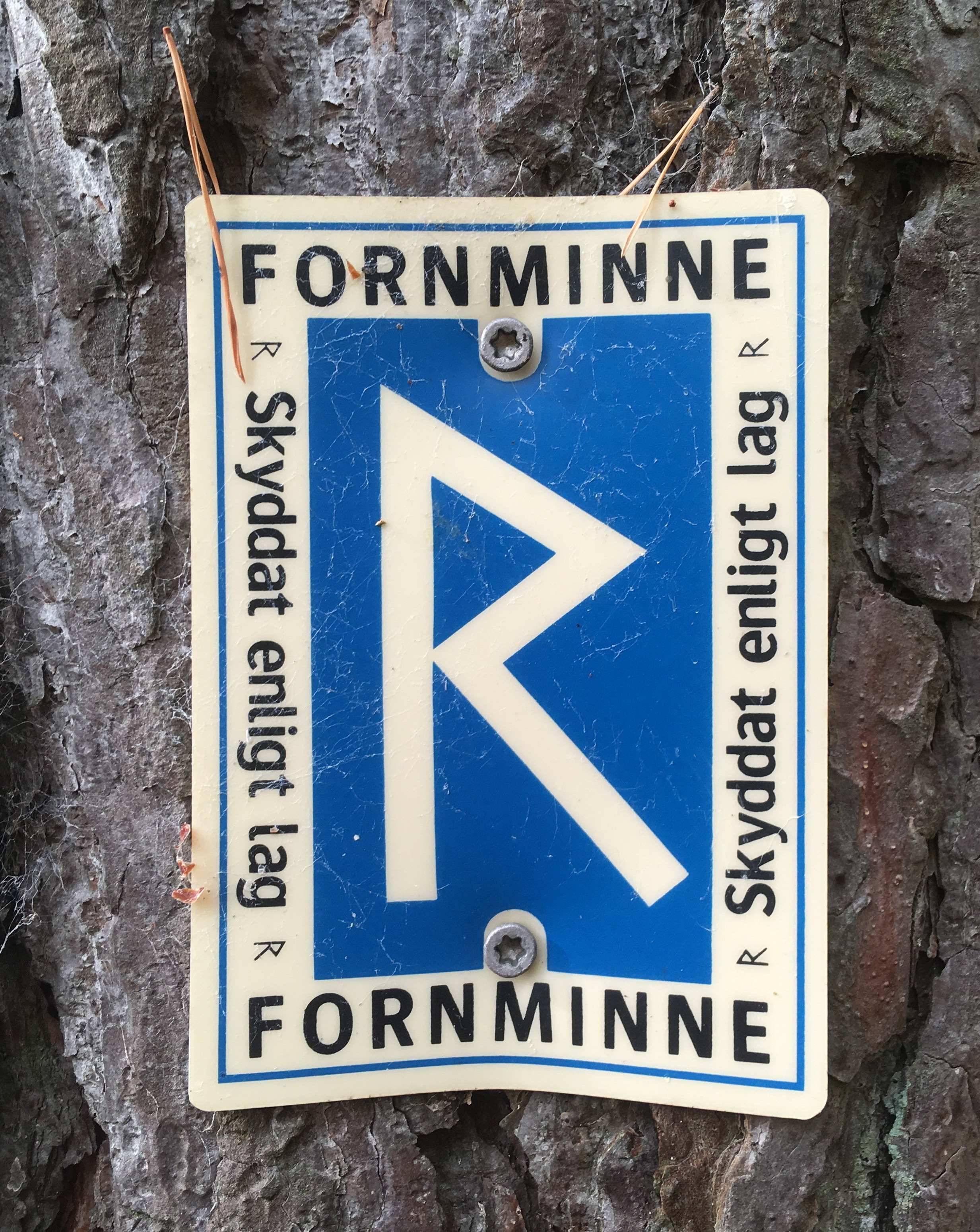
Zeichen für „Fornminnen“ in Schweden

Diese Liste der Fornminnen in Gammalstorp zeigt die „Alten/antike Denkmale“ (schwedisch fornminnen) im ehemaligen Socken Gammalstorp in der heutigen Gemeinde Sölvesborg der südschwedischen Provinz Blekinge län, sie ist eine Teilliste der „Liste der Fornminnen in Blekinge“. Die Aufteilung basiert auf der historischen Zuordnung der Gebiete in Socken (siehe auch) und der Einteilung des Zentralamt für Denkmalpflege Riksantikvarieämbetet (RAÄ). Es werden die Fornminnen aufgeführt, die auf dem Suchdienst „Fornsök“ registriert sind, welcher weitere Informationen zu den bekannten kulturhistorischen Überresten in Schweden enthält.

## Begriffserklärung
Fornminnen (schwedisch für alte/antike Denkmale oder archäologische Funde) sind in Schweden alte Objekte und archäologische Funde (Fornlämningar), welche die Überreste menschlicher Aktivitäten in der Vergangenheit bezeichnen, die durch frühere Nutzung entstanden sind und dauerhaft aufgegeben wurden. Dabei gilt für Fornminnen, die vor 1850 entstanden sind, dass sie automatisch durch das Gesetz geschützt sind. Aber auch jüngere Überreste können zu Bodendenkmalen erklärt werden, wenn sie sich an ihrem ursprünglichen Standort befinden und weitgehend erdgebunden sind. Als Fornminnen zählen u. a. Siedlungen und Siedlungsreste aus prähistorischer Zeit, Gräber und Grabstätten, Burgruinen, Ruinen von Klöstern, Kirchen und Schlössern, Steine und Felsen mit Inschriften und Bildern (z. B. Runensteine und Petroglyphen), insofern sie nicht schon als Einzeldenkmal unter Byggnadsminnen (schwedisch für Baudenkmale) oder kyrkliga Kulturminnen (schwedisch für kirchliches Kulturgut) ausgewiesen sind.

## Legende
| ID           | = | ID.Nr. des Denkmalregisters (Fornsök) im schwedische Amt für nationales Kulturerbe (Riksantikvarieämbetet (RAÄ)) |
| Lage         | = | Koordinatenangabe des Standorts                                                                                  |
| Bezeichnung  | = | Bezeichnung des Denkmalobjekts (auch RAÄ-Nr.)                                                                    |
| Beschreibung | = | Name (Denkmaltyp/Dokumentenverweis im Arkivsök) sowie eine kurze Beschreibung des Objekts                        |
| Bild         | = | Bild des Objekts sowie Verweis auf weitere Bilder                                                                |

## Fornminnen Gammalstorp
| ID             | Lage    | Bezeichnung (RAÄ-Nr.) | Beschreibung | Bild           |
| -------------- | ------- | --------------------- | --- | -------------- |
| 10099400050001 | (Karte) | Gammalstorp 5:1       | Gammalstorp 5:1 (Grabstein / L1979:5388) ca. 2 m Felsblock auf einer unterhöhlten Grube östlich von einer Bahntrasse bei Agerum | Weitere Bilder |
| 10099400180001 | (Karte) | Gammalstorp 18:1      | Gammalstorp 18:1 (Steinsetzung / L1979:5934 runde (ca. 6 m Durchmesser) Steinsetzung auf einen Hügel names Ryahallar etwa 500 m westlich Ryedal, neben den Steinsetzungen Gammalstorp 18:2 (L1979:5812), Gammalstorp 18:3 (L1979:5486) und Gammalstorp 18:4 (L1979:5811) | Weitere Bilder |
| 10099400180002 | (Karte) | Gammalstorp 18:2      | Gammalstorp 18:2 (Steinsetzung / L1979:5812) runde (ca. 6 m Durchmesser) Steinsetzung in Schräglage auf einen Hügel names Ryahallar etwa 500 m westlich Ryedal, neben den Steinsetzungen Gammalstorp 18:1 (L1979:5934), Gammalstorp 18:3 (L1979:5486) und Gammalstorp 18:4 (L1979:5811)                                                                                          | Weitere Bilder |
| 10099400180003 | (Karte) | Gammalstorp 18:3      | Gammalstorp 18:3 (Steinsetzung / L1979:5486) runde (ca. 7 m Durchmesser) Steinsetzung auf einen Hügel names Ryahallar etwa 500 m westlich Ryedal, neben den Steinsetzungen Gammalstorp 18:1 (L1979:5934), Gammalstorp 18:2 (L1979:5812) und Gammalstorp 18:4 (L1979:5811) | Weitere Bilder |
| 10099400180004 | (Karte) | Gammalstorp 18:4      | Gammalstorp 18:4 (Steinsetzung / L1979:5811) runde (ca. 10 m Durchmesser) Steinsetzung auf einen Hügel names Ryahallar etwa 500 m westlich Ryedal, neben den Steinsetzungen Gammalstorp 18:1 (L1979:5934), Gammalstorp 18:2 (L1979:5812) und Gammalstorp 18:3 (L1979:5486) | Weitere Bilder |
| 10099400200001 | (Karte) | Gammalstorp 20:1      | Gammalstorp 20:1 (Steinsetzung / L1979:5455) runde steingefüllte Steinsetzung ca. 1 km westlich der Ortschaft Jockarp, neben der Steinsetzung Gammalstorp 20:2 (L1979:5935) und südlich von zwei kleineren Fossilenfeldern Gammalstorp 21:1 (L1979:6100) und Gammalstorp 22:1 (L1979:5539)                                                                                       | Weitere Bilder |
| 10099400200002 | (Karte) | Gammalstorp 20:2      | Gammalstorp 20:2 (Steinsetzung / L1979:5935) runde steingefüllte Steinsetzung ca. 1 km westlich der Ortschaft Jockarp, neben der Steinsetzung Gammalstorp 20:1 (L1979:5455) und südlich von zwei kleineren Fossilenfeldern Gammalstorp 21:1 (L1979:6100) und Gammalstorp 22:1 (L1979:5539)                                                                                       | Weitere Bilder |
| 10099400210001 | (Karte) | Gammalstorp 21:1      | Gammalstorp 21:1 (Fossilienfeld / L1979:6100) ca. 40 × 30 m großes Fossilienfeld mit mind. 5 Fossiliengruben von 2-3 m Durchmesser, nördlich der Steinsetzungen Gammalstorp 20:1 (L1979:5455) und Gammalstorp 20:2 (L1979:5935) sowie etwa 150 m westlich des Fossilienfeld Gammalstorp 22:1 (L1979:5539)                                                                        | Weitere Bilder |
| 10099400220001 | (Karte) | Gammalstorp 22:1      | Gammalstorp 22:1 (Fossilienfeld / L1979:5539) ca. 50 × 30 m großes Fossilienfeld mit mind. 8 Fossiliengruben von 2-3 m Durchmesser, nördlich der Steinsetzungen Gammalstorp 20:1 (L1979:5455) und Gammalstorp 20:2 (L1979:5935) sowie etwa 150 m östlich des Fossilienfeld Gammalstorp 21:1 (L1979:6100)                                                                         | Weitere Bilder |
| 10099400280001 | (Karte) | Gammalstorp 28:1      | Gammalstorp 28:1 (Fossilienfeld / L1979:5335) ca. 100 × 30 m großes Fossilienfeld bestehend aus mind. 12 tw. steingefüllten Fossiliengruben von 1,5-3 m Durchmesser sowie einem langgestreckten Steinhügelgrab von 10 × 2 m Größe; südlich des Fossilienfeld Gammalstorp 30:2 L1979:5986), etwa 1 km nordwestlich der Ortschaft Jockarp                                          | Weitere Bilder |
| 10099400300001 | (Karte) | Gammalstorp 30:1      | Gammalstorp 30:1 (Steinsetzung / L1979:5854) runde (ca. 3 m Durchmesser) steingefüllte Steinsetzung ca. 1 km nordwestlich der Ortschaft Jockarp, nördlich neben zwei kleineren Fossilienfeldern Gammalstorp 28:1 (L1979:5335) und Gammalstorp 30:2 (L1979:5986) | Weitere Bilder |
| 10099400300002 | (Karte) | Gammalstorp 30:2      | Gammalstorp 30:2 (Fossilienfeld / L1979:5986) ca. 30 × 20 m großes Fossilienfeld mit 4 kleineren Steinhügelgraber neben der Steinsetzung Gammalstorp 30:1 (L1979:5854) und etwa 50 m nördlich des Fossilienfeld Gammalstorp 28:1 (L1979:5335), etwa 1 km nordwestlich der Ortschaft Jockarp                                                                                      | Weitere Bilder |
| 10099400320001 | (Karte) | Gammalstorp 32:1      | Gammalstorp 32:1 (Fossilienfeld / L1979:5437) ca. 300 × 250 m großes Fossilienfeld mit etwa 150 Fossiliengruben von 1-4 m Durchmesser südwestlich von Gammalstorp, etwa 100 m südlich des Fossilienfeld Gammalstorp 34:1 (L1979:5606) und südöstlich des Fossilienfeld Gammalstorp 33:2 (L1979:5438)                                                                             | Weitere Bilder |
| 10099400330001 | (Karte) | Gammalstorp 33:1      | Gammalstorp 33:1 (Steinsetzung / L1979:5972) runde (etwa 2,5 m Durchmesser) steingefüllte Steinsetzung innerhalb eines kleineren Fossilienfeld Gammalstorp 33:2 (L1979:5438) südwestlich von Gammalstorp, westlich neben einem größeren Fossilienfeld Gammalstorp 32:1 (L1979:5437) und einem kleineren Fossilienfeld Gammalstorp 34:1 (L1979:5606)                              | Weitere Bilder |
| 10099400330002 | (Karte) | Gammalstorp 33:2      | Gammalstorp 33:2 (Fossilienfeld / L1979:5438) etwa 70 × 50 m großes Fossilienfeld mit Steinsetzung Gammalstorp 33:1 (L1979:5972) südwestlich von Gammalstorp, westlich neben einem größeren Fossilienfeld Gammalstorp 32:1 (L1979:5437) und einem kleineren Fossilienfeld Gammalstorp 34:1 (L1979:5606)                                                                          | Weitere Bilder |
| 10099400340001 | (Karte) | Gammalstorp 34:1      | Gammalstorp 34:1 (Fossilienfeld / L1979:5606) Fossilienfeld (ca. 200 × 50 m) mit ca. 20 Fossiliengruben von 2-5 m Durchmesser südwestlich von Gammalstorp, etwa 100 m nördlich des Fossilienfeld Gammalstorp 32:1 (L1979:5437) und östlich des Fossilienfeld Gammalstorp 33:2 (L1979:5438)                                                                                       | Weitere Bilder |
| 10099400440001 | (Karte) | Gammalstorp 44:1      | Gammalstorp 44:1 (Steinsetzung / L1979:5798) runde steingefüllte Steinsetzung innerhalb eines fossilen Ackers Gammalstorp 44:2 (L1979:5367) umgeben von mehreren Fossilienfelder südlich und nördlich, ca. 2 km nordwestlich von Gammalstorp gelegen | Weitere Bilder |
| 10099400440002 | (Karte) | Gammalstorp 44:2      | Gammalstorp 44:2 (Fossilienfeld / L1979:5367) kreisförmiges Fossilienfeld (etwa 50 m Durchmesser) mit Steinsetzung Gammalstorp 44:1 (L1979:5798), umgeben von mehreren Fossilienfelder südlich und nördlich, ca. 2 km nordwestlich von Gammalstorp gelegen | Weitere Bilder |
| 10099400550001 | (Karte) | Gammalstorp 55:1      | Gammalstorp 55:1 (Steinhügelgrab / L1979:5188) rundes (ca. 8 m Durchmesser) Steinhügelgrab neben zwei Steinsetzungen Gammalstorp 55:2 (L1979:5189) und Gammalstorp 55:3 (L1979:5729), westlich neben einem größeren Fossilienfeld Gammalstorp 56:1 (L1979:5190), ca. 1,5 km westlich der Ortschaft Hålabäck                                                                      | Weitere Bilder |
| 10099400550002 | (Karte) | Gammalstorp 55:2      | Gammalstorp 55:2 (Steinsetzung / L1979:5189) runde steingefüllte Steinsetzung neben einer weiteren Steinsetzung Gammalstorp 55:3 (L1979:5729) und dem Steinhügelgrab Gammalstorp 55:1 (L1979:5188), westlich neben einem größeren Fossilienfeld Gammalstorp 56:1 (L1979:5190), ca. 1,5 km westlich der Ortschaft Hålabäck                                                        | Weitere Bilder |
| 10099400550003 | (Karte) | Gammalstorp 55:3      | Gammalstorp 55:3 (Steinsetzung / L1979:5729) runde steingefüllte Steinsetzung neben einer weiteren Steinsetzung Gammalstorp 55:2 (L1979:5189) und dem Steinhügelgrab Gammalstorp 55:1 (L1979:5188), westlich neben einem größeren Fossilienfeld Gammalstorp 56:1 (L1979:5190), ca. 1,5 km westlich der Ortschaft Hålabäck                                                        | Weitere Bilder |
| 10099400560001 | (Karte) | Gammalstorp 56:1      | Gammalstorp 56:1 (Fossilienfeld / L1979:5190) ca. 450 × 300 m großes Fossilienfeld, ca. 1,5 km westlich der Ortschaft Hålabäck mit mehr als 200 Fossiliengruben mit 1-6 m Durchmesser, östlich neben dem Steinhügelgrab Gammalstorp 55:1 (L1979:5188) sowie den Steinsetzungen Gammalstorp 55:2 (L1979:5189) und Gammalstorp 55:3 (L1979:5729)                                   | Weitere Bilder |
| 10099400770001 | (Karte) | Gammalstorp 77:1      | Gammalstorp 77:1 (Steinsetzung / L1979:5971) runde steingefüllte Steinsetzung neben einer weiteren Steinsetzung Gammalstorp 77:2 (L1979:5969) und dem Steinkreis Gammalstorp 77:3 (L1979:5970), westlich neben zwei Bereichen von historischen Hausfundamenten „Gammalstorp 78:1“ (L1979:5490) und „Gammalstorp 79:1“ (L1979:6123), ca. 500 m westlich der Ortschaft Torsabjörke | Weitere Bilder |
| 10099400770002 | (Karte) | Gammalstorp 77:2      | Gammalstorp 77:2 (Steinsetzung / L1979:5969) runde steingefüllte Steinsetzung neben einer weiteren Steinsetzungen Gammalstorp 77:1 (L1979:5971) und dem Steinkreis Gammalstorp 77:3 (L1979:5970), westlich neben zwei Bereichen von historischen Hausfundamenten „Gammalstorp 78:1“ und „Gammalstorp 79:1“, ca. 500 m westlich der Ortschaft Torsabjörke                         | Weitere Bilder |
| 10099400770003 | (Karte) | Gammalstorp 77:3      | Gammalstorp 77:3 (Steinkreis / L1979:5970) Steinkreis aus gewölbten stehenden Steinen neben zwei weiteren Steinsetzungen Gammalstorp 77:1 (L1979:5971) und Gammalstorp 77:2 (L1979:5969), westlich neben zwei Bereichen von historischen Hausfundamenten „Gammalstorp 78:1“ und „Gammalstorp 79:1“, ca. 500 m westlich der Ortschaft Torsabjörke                                 | Weitere Bilder |
| 12000000118927 | (Karte) | Gammalstorp 173       | Gammalstorp 173 (Steinsetzung / L1978:7220) runde (ca. 6 m Durchmesser) Steinsetzung mit äußerer Steinmauer, neben Steinsetzungen Gammalstorp 181 (L1978:6957) und Gammalstorp 184 (L1978:7226) westlich direkt neben einem ca. 300 × 250 m großen ehemaligen Steinbruch „Gammalstorp 186“ (L1978:7228), ca. 1 km südwestlich der Ortschaft Pukavik                              | Weitere Bilder |
| 12000000118935 | (Karte) | Gammalstorp 181       | Gammalstorp 181 (Steinsetzung / L1978:6957) runde (ca. 8 m Durchmesser) Steinsetzung, neben Steinsetzungen Gammalstorp 173 (L1978:7220) und Gammalstorp 184 (L1978:7226) westlich direkt neben einem ca. 300 × 250 m großen ehemaligen Steinbruch, ca. 1 km südwestlich der Ortschaft Pukavik                                                                                    | Weitere Bilder |
| 12000000118938 | (Karte) | Gammalstorp 184       | Gammalstorp 184 (Steinsetzung / L1978:7226) runde (ca. 7 m Durchmesser) Steinsetzung mit einem größeren Findling am Rand, neben Steinsetzungen Gammalstorp 173 (L1978:7220) und Gammalstorp 181 (L1978:6957) westlich direkt neben einem ca. 300 × 250 m großen ehemaligen Steinbruch, ca. 1 km südwestlich der Ortschaft Pukavik                                                | Weitere Bilder |